# Camponotus zenon
Camponotus zenon är en myrart som beskrevs av Auguste-Henri Forel 1912. Camponotus zenon ingår i släktet hästmyror, och familjen myror.

## Underarter
Arten delas in i följande underarter:
- C. z. criton
- C. z. zenon